# Japan Spaceguard Association
Die Japan Spaceguard Association (JSGA) (jap. 日本スペースガード協会, nihon supēsugādo kyōkai) ist eine japanische Non-Profit-Organisation mit Sitz in Tokio. Sie wurde am 20. Oktober 1996 gegründet und verfolgt ähnlich der The Spaceguard Foundation als Ziel den Schutz der Erde vor Kollisionen mit erdnahen Objekten durch Studium und Beobachtung dieser Objekte und die Klassifizierung des Einschlagsrisikos.
Die Organisation betreibt zu diesem Zweck das Bisei Spaceguard Center-BATTeRS, mit dessen 100-cm-Cassegrain-Teleskop außerdem Weltraummüll aufgespürt und verfolgt wird.